# Storczyk małpi
Storczyk małpi (Orchis simia) – gatunek rośliny z rodziny storczykowatych. Występuje w Europie (na południe od Anglii, południowo-zachodnich Niemiec, Bałkanów i Krymu), w północnej Afryce (północna Algieria) i w zachodniej Azji (Turcja i Liban).

## Morfologia
Jest to wieloletnia roślina o dwóch podziemnych jajowatych bulwach i łodydze o długość od 20 do 40 cm. Liście odziomkowe, równowąskie i odwrotnie lancetowate, od 5 do 12 cm długości; liście łodygowe obejmujące łodygę, zmniejszające się stopniowo idąc ku górze. Kwiatostan – gęsty, walcowaty, długości do 8 cm, złożony z licznych kwiatów zmiennie ubarwionych od koloru jasnego różu do purpury. Boczne zewnętrzne działki okwiatu owalnie lancetowate, zaostrzone, o długości ok. 1 cm. Środkowe i wewnętrzne działki tworzą rodzaj hełmu. Trójłatkowa warżka o dwóch wąskich łatkach bocznych i łatce środkowej, dzielącej się dalej na dwie długie, wąskie, lekko wzniesione ku górze łatki oraz delikatną łatkę środkową. Obrys całej warżki przypomina kształtem małpę, skąd nazwa gatunku. Biaława ostroga zgięta ku dołowi.

## Biologia i ekologia
Gatunek rośnie na polanach leśnych, w zaroślach, ziołoroślach i na suchych łąkach; zwykle na umiarkowanie wapiennych glebach; do wysokości 1800 m n.p.m. Kwitnie od marca do maja.